# Franz von Hoesslin
Franz Johannes Balthasar von Hößlin, più semplicemente von Hoesslin (Monaco di Baviera, 31 dicembre 1885 – Sète, 25 settembre 1946), è stato un direttore d'orchestra tedesco.

## Biografia
Von Hoesslin fu uno dei principali direttori d'orchestra di Wagner negli anni 1920 e 1930, dirigendo al Festival di Bayreuth nel 1927, 1928 e 1934, e - nonostante il suo esilio - ancora nel 1938, 1939 e 1940 dopo l'intervento personale di Winifred Wagner. L'esilio in Svizzera fu interrotto dopo che Hoesslin, allora direttore musicale dell'Opera di Breslavia, rifiutò di dirigere l'inno del partito nazista (Horst-Wessel-Lied)  in una cerimonia di stato; gli fu pertanto dato un tempo di 28 giorni per lasciare la città.
Hoesslins andò prima a Firenze, ma anche l'Italia di Benito Mussolini presentò problemi, si trasferì a Ginevra, dove Ernest Ansermet invitò von Hoesslin a dirigere l'Orchestra della Svizzera Romanda.
Il 25 settembre 1946 i von Hoesslins rimasero uccisi in un incidente aereo mentre tornarono a Ginevra. L'aereo si schiantò nel mare al largo di Sète, uccidendo tutti a bordo. L'ultimo concerto da lui diretto fu la Nona Sinfonia di Beethoven in Svizzera.